# Sport Prototipo Argentino (2023-)
El Sport Prototipo Argentino, es una categoría argentina de automovilismo de velocidad. Fue presentada en el año 2023, consistiendo en una reformulación de la desaparecida categoría de sport prototipo GT 2000, la cual desde 2017 competía como categoría zonal, reutilizándose para su denominación el nombre de una histórica categoría argentina corrida en los años 1970.
Su creación se dio a colación de una serie de reuniones entre pilotos y dirigentes de la extinta categoría GT 2000, quienes buscaban recuperar el estatus de categoría nacional con el que contaba la antedicha, entre los años 2000 y 2016. Finalmente, la decisión de la Comisión Deportiva Automovilística del Automóvil Club Argentino fue el dar aprobación a la propuesta de los miembros de esta categoría, pero rebautizándola como Sport Prototipo Argentino.
El anuncio de la creación de esta categoría fue informado el 25 de febrero de 2023, mientras que su carrera inaugural tuvo lugar el 12 de marzo de 2023 en el Autódromo Oscar y Juan Gálvez, compartiendo fecha con la categoría nacional Top Race. Gracias a esta alternativa, sus competencias son televisadas por la señal argentina TyC Sports.

## Historia
Tras el desarrollo de su campeonato 2022, dirigentes y pilotos de la categoría GT 2000 expresaron su deseo de devolverle a la mencionada categoría su estatus de categoría nacional, para lo cual llevaron a cabo una serie de reuniones con las autoridades de la Comisión Deportiva de Automovilismo del Automóvil Club Argentino, con el objetivo de devolver al GT 2000 al ámbito nacional, tras su última temporada en dicho ámbito en el año 2016.
Tales reuniones terminaron llegando a buen puerto, pero con una serie de observaciones efectuadas por el ente regulador, quien además de darle a la categoría nuevamente un marco regulatorio a nivel nacional, aprobó en asamblea y por unanimidad cambiar la denominación de la categoría y reutilizar una denominación histórica para el automovilismo argentino. De esta manera, el 25 de febrero de 2023 se anunció la recreación sobre la base técnica del GT 2000, del Sport Prototipo Argentino.
La presentación oficial de esta categoría, tuvo lugar el 12 de marzo de 2023, en el Autódromo Oscar y Juan Gálvez de la Ciudad de Buenos Aires, compartiendo el calendario con la categoría Top Race. En esta ocasión, Flavio Eisenchlas se convirtió en el primer ganador en la historia de esta nueva categoría, al comando de un prototipo ADA-Chevrolet.

## Divisiones
En su primer año, la categoría estableció dos divisiones de prototipos, teniendo en cuenta el reglamento del año anterior de la extinta GT 2000, por el cual se dividía en tres clases. Para el SPA, se establecieron dos clases a partir de los siguientes parámetros técnicos:
- Clase SP1: Para prototipos biplaza de producción nacional, con libre elección de fabricantes de chasis y motores, siendo homologados los chasis producidos por los fabricantes ADA, Bugueiro (RRB), Crespi, Dragón e Hydra, pudiendo ser de carrocería cerrada (berlinetta) o abierta (spyder), en tanto que los motores homologados son de 2000 cm³, marca Chevrolet, Ford, Chrysler, Honda, Peugeot y Renault, de 150 HP de potencia máxima a la rueda, caja manual u opcional secuencial y con un peso máximo tolerado con piloto incluido de 715 Kg.[6]

- Clase SP3: Para prototipos monoplaza de producción nacional, con chasis homologados marca Crespi y motores homologados de 1600 cm³, marca Peugeot, con una potencia máxima de 115 HP a la rueda y 590 kg con piloto incluido.[6] Se habilita como opcional de chasis, el uso de homologados nacionales marca Zanzotti.

## Campeones
| Temporadas | Categorías | Pilotos                    | Chasis-Motor   | Ref.  |
| ---------- | ---------- | -------------------------- | -------------- | ----- |
| 2023       | SP1        | Jonás Lodeiro              | RRB-Chevrolet  | [ 7 ] |
| 2023       | SP3        | D. Di Petro - G. Fernández | Crespi-Peugeot | [ 7 ] |